# یخچال سعدآباد
یخچال سعد آباد مربوط به دوره قاجار قبل ازآن است و در شهرستان شاهرود، روستای سعد آباد واقع شده و این اثر در تاریخ ۲۵ خرداد ۱۳۸۱ با شمارهٔ ثبت ۵۸۵۴ به‌عنوان یکی از آثار ملی ایران به ثبت رسیده است.